# Luis Bográn Barahona

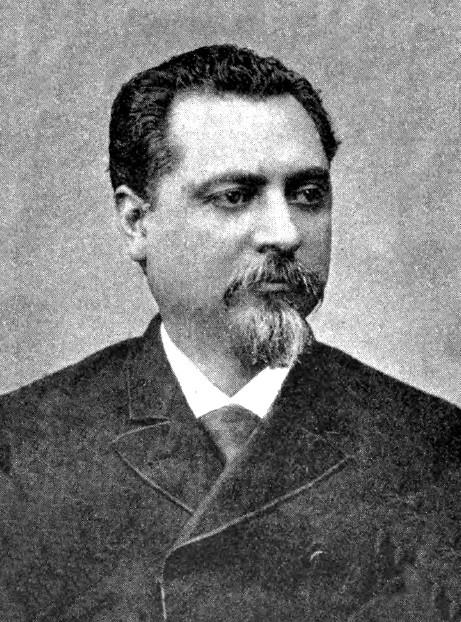
Luis Bográn Barahona

Luis Bográn Barahona (* 3. Juni 1849 in Santa Bárbara, Departamento Santa Bárbara; † 9. Juli 1895 Guatemala-Stadt) war vom 9. Mai 1883 bis 30. November 1891 Präsident von Honduras.

## Leben

### Herkunft und frühe Laufbahn
Seine Eltern waren Gertrudis Barahona Leiva und Saturnino Bográn Bonilla aus der wohlhabenden Familie der Bográn von Santa Bárbara. Luis Bográn wurde Halbbruder und erster Cousin von Francisco Bográn und Cousin von Miguel Paz Barahona. Er studierte an der Universidad de San Carlos de Guatemala.
1878 heiratete er Teresa Morejón Ferrera in Chalguapa am 3. Juni 1878 und war Mitglied des Partido Progresista.
Er wurde von Marco Aurelio Soto zum politischen und militärischen Gouverneur des Departamento Santa Bárbara ernannt. Als Bildungsminister 1883 gründete er das Colegio Independencia in Santa Bárbara.
1874 wurde er zum Brigadegeneral befördert, nachdem er in Chamelecón Truppen ausgehoben hatte und mit diesen Präsident Céleo Arias an der Grenze zu El Salvador unterstützte.
1876 wurden seine Truppen durch Truppen von José María Medina besiegt. Den Ort Santa Barbara eroberte er mit Truppen aus Comayagua zurück und schlug Juan Antonio Medina in Danlí, El Paraiso, am 14. Februar 1876 und in Ocotepeque.
Wurde zum Zollinspekteur von Puerto Cortés und Omoa ernannt. Im November 1880 war er als Abgeordneter des Departamento Yoro in verfassunggebenden Versammlung als Stellvertretender Generalsekretär. Als Delegierter Honduras war er bei der Gründung des Weltpostverein in Frankreich. 1883 war er Minister für Regierung, Justiz und Öffentlichkeit.

### Präsidentschaft
Durch den Rücktritt von Präsident Marco Aurelio Soto wurde Borgán vom 9. Mai bis 30. November 1883 geschäftsführender Präsident. Bei den Wahlen am 9. November 1883 erhielt er mit 40.958 Stimmen die Mehrheit. US-amerikanische Bananenunternehmen nutzen das günstige Investitionsklima in Honduras. Dabei schaffen sie, soweit es zur Ausbeutung der Bananen profitalbel war Infrastruktur. Die Infrastruktur der Hauptstadt bleibt Aufgabe der Regierung. In seiner Regierungszeit wird die Maya-Stadt von Copán untersucht.

### Die Konföderation
Vom 30. August bis 17. November 1884 reiste Luis Bográn nach Guatemala. Im Einverständnis mit den Präsidenten von El Salvador und Honduras, Rafael Zaldívar und Luis Bográn Barahona, erklärte Justo Rufino Barrios Auyón mit Erlass vom 6. März 1885 die Zentralamerikanische Konföderation für wiederhergestellt und ernannte sich zum Oberbefehlshaber des konföderierten Heeres. Das bedeutete, dass Barrios eine gemeinsame Außenpolitik bestimmte.

### Zweite Amtsperiode
Er wurde zu einer zweiten Amtsperiode gewählt, welche am 30. November 1887 begann.
Er hatte Gelegenheit, sich dem Bildungswesen, dem Ausbau der Hauptstadt mit einigen Gebäuden und der Gründung der Academia Científico - Literaria de Honduras zu widmen, was wirtschaftliche und politische Stabilität darstellt. An der Grenze zu El Salvador gab es Konflikte da Honduras die Präsidentschaft von Carlos Ezeta nicht anerkannte. General Longino Sánchez war militärischer Gouverneur von Tegucigalpa und versuchte 1890 einen Aufstand, welcher nieder geschlagen wurde.
Ab 1889 war er Anteilseigner der Banco de Honduras einer Bank, welche von den Handels- und Minenbourgeoisie von Honduras, besonders von Tegucigalpa gegründet wurde.

### Regierungskabinett
- Generalsekretär: Rafael Ciriaco Alvarado Manzano.
- Minister für Regierung und Justiz: Crescencio Gómez.
- Außenminister: Jerónimo Zelaya Leiva.
- Kriegs- und Marineminister: Ponciano Leiva Madrid / Carlos F. Alvarado.
- Finanzminister: Abelardo Zelaya Izaguirre / Simeón Martínez.
- Justiz und Öffentlichkeitsminister: Rafael Alvarado Manzano.
- Minister für Bildung öffentliche Arbeiten und Landwirtschaft: Francisco Planas Salvador.

### Ejido
Ungewöhnlich für einen Promotor des Kaffeeanbaus, setzte er sich für das Ejido ein.
Nach seiner Präsidentschaft wurde er 1892 Kaffeepflanzer.
1892 machte er eine Reise nach New York und traf dort Dr. Ferdinand C. Valentine.